# 468 a.C.

## Eventos
- 78a olimpíada: Parmênides de Posidônia, vencedor do estádio.[1]
- Tito Quíncio Capitolino Barbato, pela segunda vez, e Quinto Servílio Estruto Prisco, cônsules romanos